# Ismail Ertug
Ismail (Isi) Ertug (ur. 5 grudnia 1975 w Ambergu) – niemiecki urzędnik, samorządowiec i działacz partyjny tureckiego pochodzenia, poseł do Parlamentu Europejskiego VII, VIII i IX kadencji.

## Życiorys
W 1996 zakończył szkolenie na pracownika administracyjno-biurowego w przemyśle, trzy lata później na pracownika ubezpieczenia społecznego. Od 2002 do 2005 studiował zarządzanie kasami chorych. Pracował jako doradca w spółce ubezpieczeń zdrowotnych AOK w Ambergu (do 2007), a później doradca w centrali AOK w Bawarii. Od stycznia 2004 zasiada w radzie nadzorczej Kliniki św. Marii w Ambergu.
Do SPD przystąpił w 1999. Od 2002 do 2008 pełnił obowiązki przewodniczącego partii w dzielnicy Amberg Süd-Ost. Od października 2005 jest wiceprzewodniczącym SPD w Górnym Palatynacie. W 2004 został wybrany do Rady Miejskiej w Amberg. W 2009 uzyskał mandat posła do Parlamentu Europejskiego. W 2014 i 2019 z powodzeniem ubiegał się o europarlamentarną reelekcję. Z zasiadania w PE zrezygnował w 2023 w trakcie IX kadencji.
Członek Vereinte Dienstleistungsgewerkschaft, Greenpeace i stowarzyszenia Bunt statt Braun.